# Dacrimicets
Els dacrimicets (Dacrymycetes) són una classe de fongs basidiomicots que inclou diverses espècies de fongs gelatinosos.

## Taxonomia
La classe del dacrimicets inclou unes 125 espècies en dos ordres:
- Ordre Dacrymycetales
- Ordre Unilacrymales